# Dendrochronologie

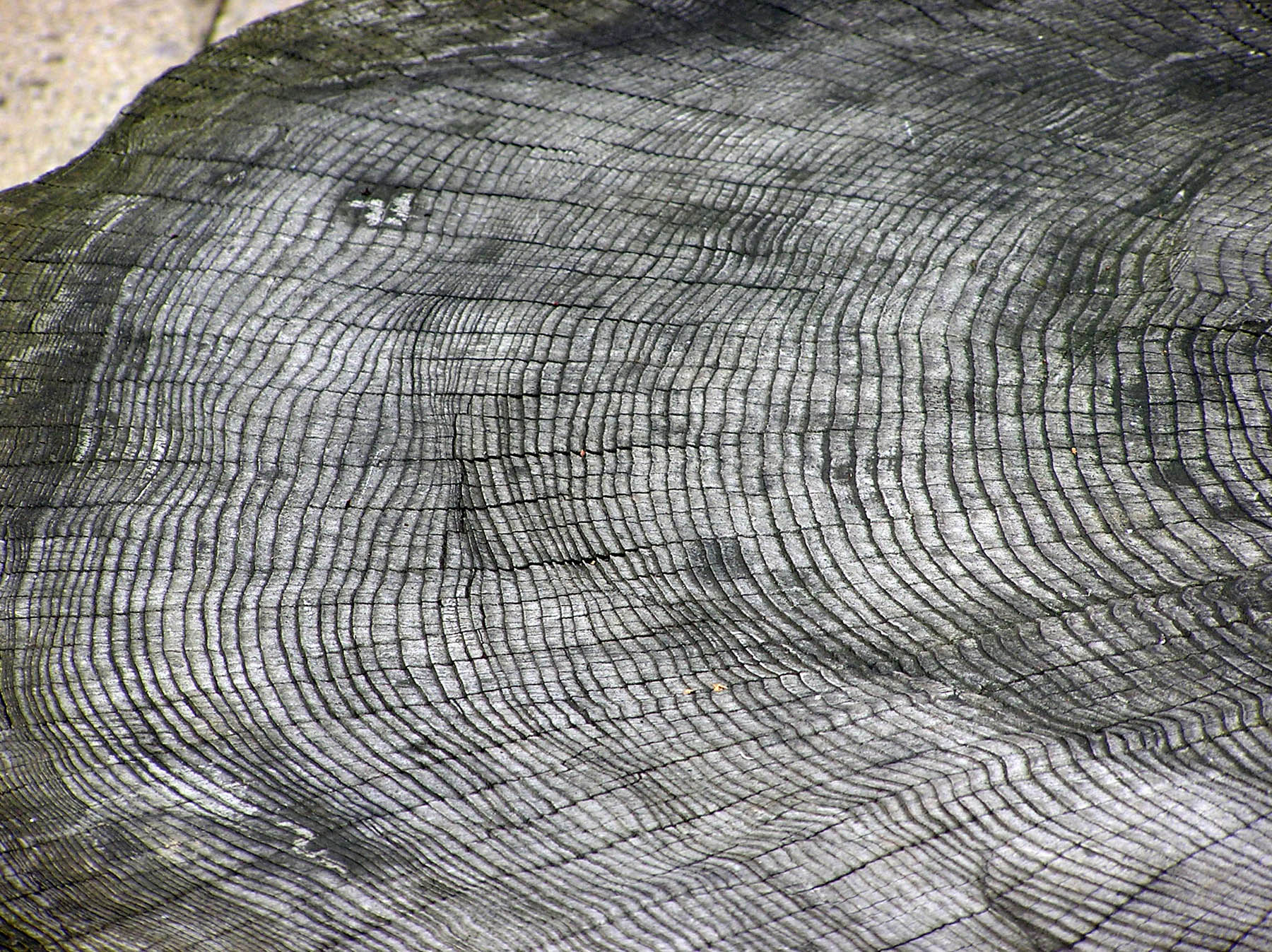
Letokruhy stromu v zoo v Bristolu v Anglii. Každý letokruh představuje jeden rok; vnější poblíž kůry jsou nejmladší

Dendrochronologie (z řeckého δένδρον – strom, χρόνος – čas a λογία – věda) je vědecká metoda datování založená na analyzování letokruhů dřeva. Umožňuje určit stáří dřeva s přesností na kalendářní rok. Nejdelší známá souvislá řada jde asi 11 000 let do minulosti. Metoda posloužila také pro přesnější kalibraci radiokarbononové metody.

## Historie
Nejstarší doložená pozorování letokruhů prováděl Leonardo da Vinci, jenž pravděpodobně jako první pochopil spojitost mezi jejich šířkou a množstvím srážek během vegetačního období stromů. Moderní dendrochronologii pak založil ve 20. století americký astronom Andrew Ellicott Douglass, zakladatel Laboratoře pro výzkum letokruhů (Laboratory of Tree-Ring Research) při Arizonské univerzitě, který pozoroval souvislost mezi šířkou letokruhů a cyklem slunečních skvrn. K prvním dendrochronologům v Evropě patřil německý botanik Bruno Huber.

### Dendrochronologie v Česku
V Česku dendrochronologický výzkum probíhal od 70. let 20. století, významný byl zejména výzkum vlivu emisí na růst stromů. V současnosti se dendrochronologií zabývá několik dendrochronologických laboratoří a zahrnována je velká šíře dendrochronologických aplikací od datování archeologických a historických nálezů přes paleoekologii a paleoklimatologii až po datování svahových procesů. Jde o laboratoře:
- dendrochronologická laboratoř Botanického ústavu AV ČR v Třeboni
- dendrochronologická laboratoř Fakulty lesnické a dřevařské ČZU v Praze
- DendroLab Brno
- DendroLab Praha
- Dendrolape – laboratoř archeobotaniky a paleoekologie Přírodovědecké fakulty JČU v Českých Budějovicích
- dendrochronologická a anatomická laboratoř Lesnické a dřevařské fakulty MENDELU v Brně
- laboratoř dendrogeomorfologie Přírodovědecké fakulty OU v Ostravě
- dendrochronologický výzkum na odboru ekologie lesa Výzkumného ústavu Silva Taroucy pro krajinu a okrasné zahradnictví v Brně
- laboratoř dendrochronologie na katedře fyzické geografie a geoekologie Přírodovědecké fakulty UK v Praze
- dendroekologická laboratoř Výzkumného ústavu lesního hospodářství a myslivosti v Praze

## Princip metody

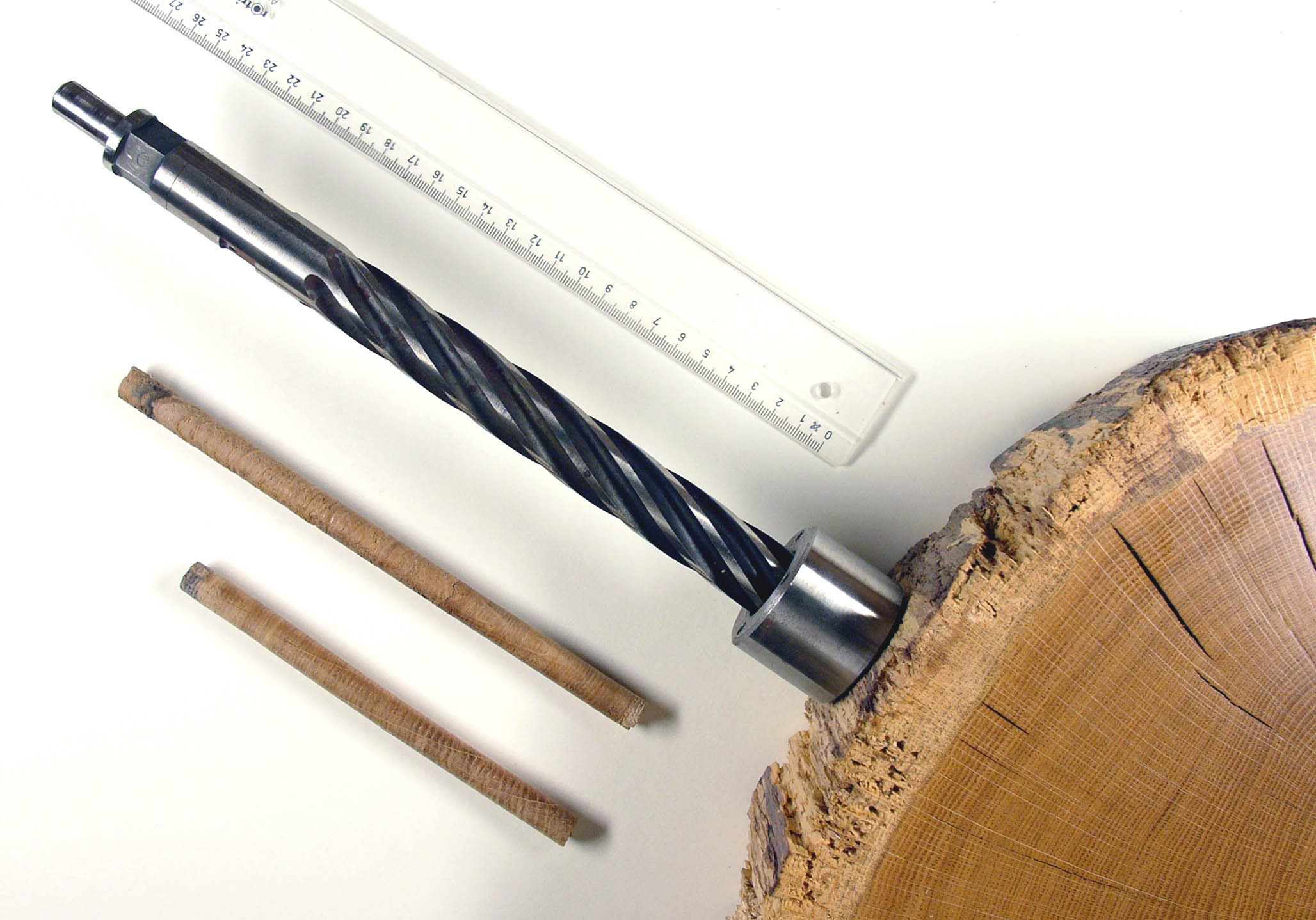
Dendrologický vrták pro pořizování vzorků dřeva a odebrané vzorky

Princip porovnávání letokruhových řad

Letokruhy jsou vrstvy, které lze pozorovat na příčném řezu kmenem stromu. Vznikají v důsledku pravidelného dorůstání cévnatiny (xylém), jehož rychlost závisí na ročním období. Letokruhy jsou obvykle výraznější v mírných klimatických oblastech, kde jsou větší rozdíly mezi teplými a chladnými částmi roku. Světlejší vnitřní část letokruhu vzniká na jaře, kdy růst je po zimním období klidu rychlejší a dřevní hmota je v důsledku toho řidší. Tmavší a hustší část na vnější straně letokruhu pak odpovídá pomalejšímu růstu v letním období. Celková rychlost růstu je v přímé souvislosti s klimatickými podmínkami daného roku: dlouhé teplé a vlhké růstové období se projevuje širokými letokruhy, naopak v suchém roce obvykle vznikají letokruhy úzké. Střídající se příznivé a nepříznivé počasí v jednom roce (například suché období uprostřed léta) může vést dokonce k tomu, že během jednoho roku naroste více než jedna vrstva letokruhů. Stromy rostoucí současně ve stejné oblasti a v podobných klimatických podmínkách tak zpravidla mívají velice blízkou posloupnost letokruhů; z toho lze sestavit chronologické řady pro příslušné druhy stromů a různé oblasti světa. Dřevo použité ve starých stavbách pak lze pomocí těchto řad poměrně přesně datovat. Toto porovnávání se provádělo dříve ručně, dnes se k němu využívají počítače.

## Příklady použití
Dendrochronologická analýza významně přispěla k vyvrácení hypotézy o nálezu obrazu H. Bosche na zámku v Opočně. Prokázalo se, že dub, ze kterého byly vyrobeny desky, na kterých je obraz namalován, byl prokazatelně poražen až po Boschově smrti. 